# Mur

Mur z cegieł. Przykładowe ułożenie elementów.

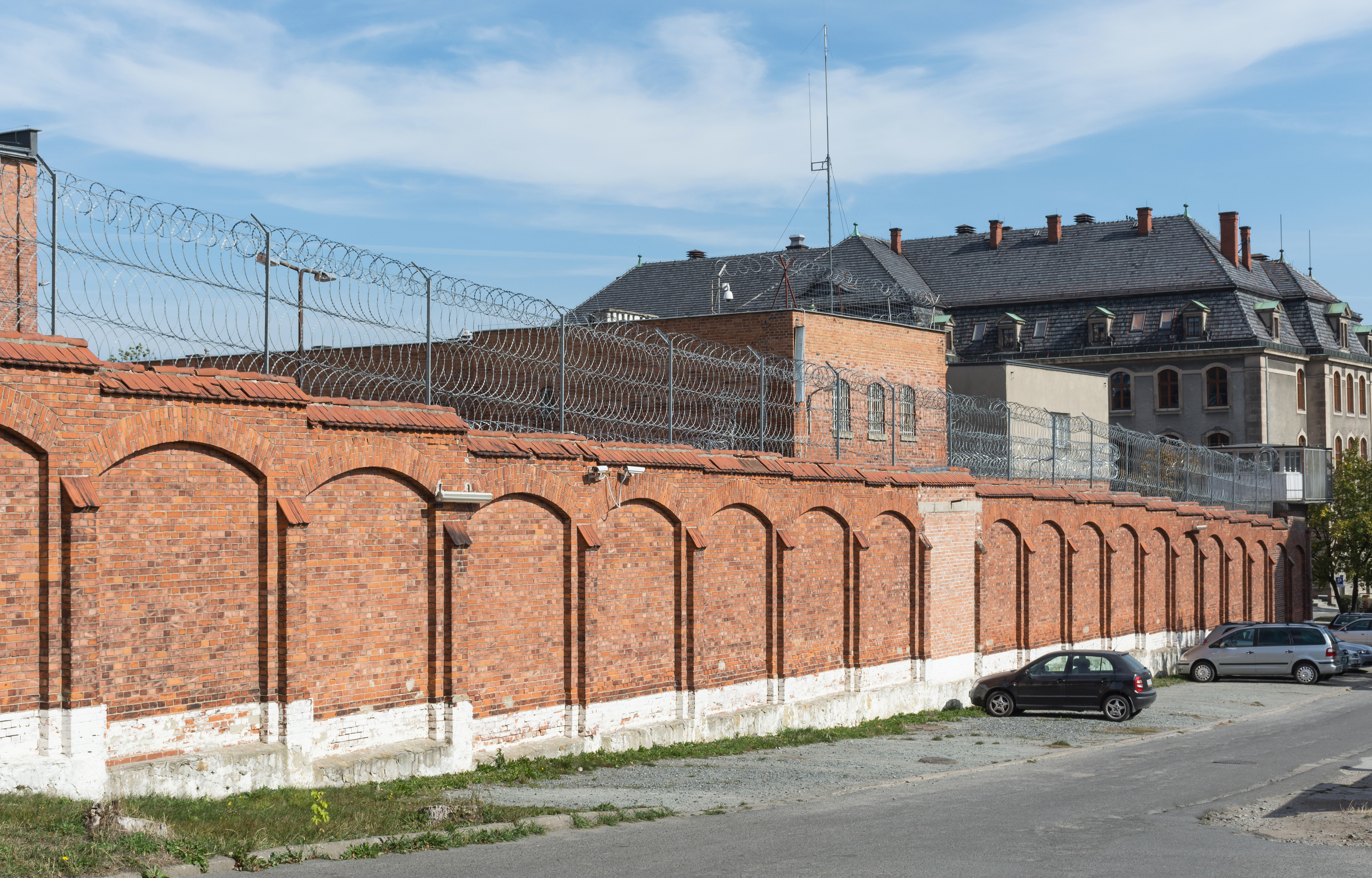
Ogrodzenie Zakładu Karnego w Kłodzku – przykład zastosowania muru jako obiektu

Mur (z łac. mūrus) – rodzaj konstrukcji budowlanej, wykonanej z elementów ułożonych w uporządkowany sposób, zazwyczaj połączonych zaprawą budowlaną.
Mur powstaje w wyniku czynności murowania, osoba zajmująca się murowaniem to murarz. 

## Składniki muru

### Elementy murowe
Element murowy to wstępnie uformowany element przeznaczony do stosowania w konstrukcjach murowych; z uwagi na rodzaj tworzywa używa się — lub używało w przeszłości — przede wszystkim elementy ceramiczne, silikatowe, kamienne, z betonu kruszywowego lub komórkowego, a także gipsowe, gliniane, szklane, wiórkowo-cementowe i inne; z uwagi na kształt rozróżnia się różnego rodzaju kształtki, cegły, bloczki, pustaki, płytki, ciosy, elementy łupane, także inne; z uwagi na wielkość e.m. ogranicza się z reguły do drobno- ewentualnie średniowymiarowych w celu umożliwienia wbudowania ręcznego; z uwagi na właściwości fizyczne poszczególne rodzaje e.m. klasyfikuje się pod względem wytrzymałości, gęstości, nasiąkliwości, przewodności cieplnej, odporności na temperaturę, mrozoodporności oraz innych cech. 

### Spoiny i wiązanie
Przestrzenie (szczeliny) pomiędzy elementami murowymi wypełnione zaprawą nazywają się spoinami; spoiny mogą być wypełnione całkowicie lub częściowo, istnieją też rozwiązania bez wypełnienia (układanie na sucho); w szczególnych przypadkach w spoinach może być umieszczane zbrojenie. 
Elementy muru muszą być przewiązane w celu zapewnienia ich współpracy; zasada przewiązania polega na takim uporządkowaniu tych elementów, by nad spoiną pionową znalazł się element murowy następnej warstwy, a nie spoina; ułożenie elementów w określony sposób nazywa się wiązaniem (lub wątkiem — według niektórych źródeł); w architekturze występuje wiele szczególnych rodzajów wiązań (wątków). 
Wizualne efekty wiązania można często zaobserwować w licu muru; lico to zewnętrzna pionowa powierzchnia muru (lub innej konstrukcji); lico muru jest pokrywane często tynkiem lub okładziną.

### Elementy muru jako obiektu
W murze tworzącym samodzielny obiekt (np. ogrodzenie) można wyróżnić koronę, czyli część górną, czasem także wyodrębniony cokół stanowiący część dolną, oraz fundament, położony na styku z gruntem.

## Zastosowania
Mur może istnieć również jako samodzielna budowla stworzona w celu ograniczenia dostępu do jakiegoś miejsca lub wyznaczenia granic danego terenu. W przeszłości mur miał często znaczenie obronne, posiadając elementy przystosowane do prowadzenia obserwacji i walki oraz nieliczne wzmocnione przejścia. Do powstrzymywania poziomego parcia gruntu wykorzystuje się natomiast mur oporowy.
Przykładowe zastosowania murów (konstrukcji murowanych): murowane ściany nośne, usztywniające, osłonowe, słupy (filary), oblicowania ścian i słupów, ścianki działowe, ażurowe, wypełniające (np. tzw. mur pruski), zamurowania otworów, podmurówki, konstrukcje oporowe, ogrodzenia, łuki, sklepienia, stropy (płyty stropowe) typu Kleina, piece, trzony kuchenne, kominy.

### Mury konstrukcyjne
Mury o istotnym znaczeniu konstrukcyjnym, w tym przenoszące obciążenia, podlegają projektowaniu obejmującym m.in. obliczenia statyczne; szczegóły techniczne i zasady postępowania zawierają normy techniczne (obecnie eurokody).